# Claude-Étienne Baratte
Pour les articles homonymes, voir Baratte (homonymie).
Claude-Étienne Baratte, né le 21 mai 1734 à Baume-les-Messieurs et mort le 14 septembre 1796 dans le même village, est un militaire français lors de la guerre de Sept Ans et de la guerre d'indépendance des États-Unis, qui s'illustre durant la campagne des Antilles et plus particulièrement dans l'expédition de Saint-Christophe,.

## Biographie
Claude-Étienne Baratte naît le 21 mai 1734 à Baume-les-Messieurs. Il est le fils de Charles Baratte (né en 1713), vigneron et marchand, et de Marie Savonet (1705-1784).
Simple soldat au régiment de Navarre, il prend part à la campagne du Hanovre dans le cadre de la guerre de Sept Ans et s'y distingue par son sang-froid et son courage.
Il gravit les échelons de la hiérarchie militaire et devient officier.
Lorsque son régiment de Navarre est dédoublé en 1776, il fait partie de ceux qui forment le cadre du nouveau régiment d'Armagnac,,.
Il est promu capitaine le 22 janvier 1779, dans le même régiment.
Durant la guerre d'indépendance des États-Unis, sous les ordres du comte de Guînes et du comte de Grasse, il participe à la campagne des Antilles, à Sainte-Lucie en 1778 et à Saint-Christophe en 1782 comme capitaine commandant de compagnie du même régiment.
Désiré Monnier relate que, durant l'expédition de Saint-Christophe en janvier 1782, « seul à la tête de sa compagnie, il osa attaquer cette île, y descendre et s'en emparer, contre toute attente de la part de ses chefs, et malgré l'infériorité du nombre. La moitié de ses compagnons tombèrent à ses côtés, mais la victoire lui resta. Ce fait d'armes retentit dans les journaux du temps, et valut à son auteur la croix de Saint-Louis et une pension du roi. »,.

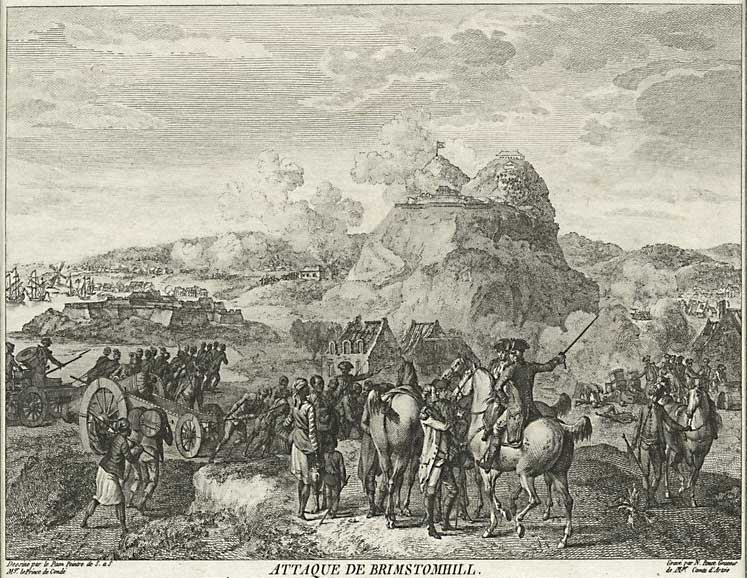
Attaque de la forteresse de Brimstone Hill (île de Saint-Christophe) par le marquis de Bouillé en 1782.

De retour d'Amérique, Claude-Étienne Baratte prend sa retraite en 1784, et réside avec sa sœur Étiennette (1743-1812) au Manoir de Baume-les-Messieurs, dont le mari Jean Baptiste Moretin, notaire royal, est le propriétaire.

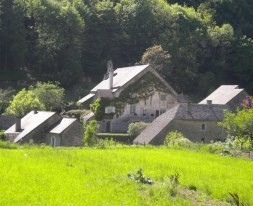
Manoir de Baume-les-Messieurs.

Il décède le 28 fructidor an IV (14 septembre 1796) dans son village natal de Baume-les-Messieurs.

## Vie privée
Il est célibataire, sans enfant.

## Décoration
- Chevalier de l'ordre royal et militaire de Saint-Louis (19 avril 1782)[2],[4],[9].